# Homestead Motherwell
Le homestead Motherwell est un lieu historique national situé au sud d'Abernethy en Saskatchewan au Canada. Le site rappelle la vie et les accomplissements de William Richard Motherwell, le premier ministre de l'Agriculture de la Saskatchewan et ministre de l'Agriculture fédéral sous le gouvernement de Mackenzie King.